# Action oblique en droit civil français
Pour un article plus général, voir Action oblique.
L'action oblique est une voie de droit qui permet à un créancier dont la créance est certaine, liquide et exigible d'exercer, au nom de son débiteur, les droits et actions de celui-ci, lorsque le débiteur, au préjudice du créancier, refuse ou néglige de les exercer.
Cette action est prévue par l'article 1341-1 du Code civil français :
« Lorsque la carence du débiteur dans l'exercice de ses droits et actions à caractère patrimonial compromet les droits de son créancier, celui-ci peut les exercer pour le compte de son débiteur, à l'exception de ceux qui sont exclusivement rattachés à sa personne. »
— Code civil français, article 1341-1
Ainsi, considérons un individu A qui a pour débiteur un individu B qui lui-même est créancier d'un individu C. Si l'individu B se désintéresse de son patrimoine en n'agissant pas contre l'individu C pour recouvrer sa créance, il sera possible au créancier A d'agir à la place de l'individu B défaillant pour que le débiteur C paie B. Après le paiement, l'individu A pourra appréhender ce que C aura payé.
A — créancier de → B — créancier de → C

## Les conditions de l'action oblique

### Concernant les parties
Celui qui exerce l'action oblique est le créancier A qui doit avoir un intérêt à agir et doit justifier d'une créance exigible, certaine et liquide.
L'action oblique doit être le seul moyen pour que le créancier se fasse payer.
Enfin, le débiteur B doit rester inactif et n'avoir fait aucune démarche pour récupérer sa créance auprès de la tierce personne.

### Concernant les actions et droits du débiteur B exercés par le créancier A
L'article 1341-1 du Code civil énonce que le créancier peut exercer tous les droits et actions de son débiteur à l'exclusion de ceux attachés à la personne ainsi que les actes d'administration et de gestion effectué par son débiteur.
Cela suppose que le créancier A ne pourra pas exercer les actions et droits personnels (tels que les actions d'état ou de capacité) ou les actions tendant à sanctionner un droit extra-patrimonial ainsi que les actions qui nécessitent une appréciation personnelle de la part du débiteur.

## Les effets de l'action oblique

### Concernant le créancier A
En exerçant l'action oblique, le créancier A montre qu'il veut se faire payer. Toutefois, il n'a pas de sûreté ou de garantie personnelle sur son débiteur B. Une fois la créance payée par le débiteur C, les fonds tombent dans le patrimoine du débiteur B. Tous les créanciers de B vont pouvoir se faire payer sur cette somme. Le créancier A n'a pas de droit de préférence vis-à-vis des autres créanciers de B.

### Concernant le débiteur principal B
L'action oblique vaut mise en demeure de payer de la part du créancier A. Rien n'empêche le débiteur B de disposer lui-même de sa créance propre vis-à-vis de son débiteur C.

### Concernant le sous-débiteur C
Le débiteur C peut opposer au créancier A, qui n'est pas son créancier direct, toutes les exceptions qu'il aurait pu opposer à son propre créancier B (par exemple la prescription).
Sur un cas d'action oblique, consulter : Cass. 3e civ., 1er mars 2006 : Juris-Data no 2006-032436.